# Maison du Cygne (Termonde)
Pour les articles homonymes, voir Maison du Cygne.
La « Maison du Cygne » (De Zwane en ancien néerlandais) est une maison de style néo-baroque située sur la Grand-Place de Termonde, dans la province de Flandre-Orientale en Belgique.

## Localisation
La Maison du Cygne se situe à l'ouest de la Grand-Place de Termonde (Grote Markt), et plus précisément au no 24.
Elle se dresse face à la Halle aux viandes de Termonde et à l'hôtel de ville de Termonde, près d'autres maisons anciennes comme la Maison du Pélican (De Pelikaan, de style baroque, au no 30), la Maison de la Tête d'Or (Het Gulden Hoofd, de style baroque, au no 20) et la Maison Navicula (de style traditionnel, au no 22).

## Historique
En 1308, cette maison est déjà connue sous le nom De Zwane. 
Durant la Première Guerre mondiale, la maison, qui appartient alors au docteur Alfred Van Stappen, est détruite.
Elle est reconstruite en 1923 en style néo-baroque par l'architecte municipal Ferdinand de Ruddere pour le compte d'Alberic Van Stappen, fils d'Alfred et bourgmestre de Termonde de 1920 à 1934.

## Classement
La « Maison du Cygne » fait l'objet d'un classement au titre des monuments historiques depuis le 5 janvier 2004 et figure à l'inventaire du patrimoine immobilier de la Région flamande sous la référence 48997.

## Architecture
La « Maison du Cygne » possède une façade monumentale qui, par sa hauteur, domine la rangée de maisons qui borde la Grand-Place à l'ouest.
Cette façade compte trois travées et quatre étages, et est surmontée d'un pignon néo-baroque richement orné.
Le rez-de-chaussée commercial, orné de bossages, présente une porte d'entrée vitrée protégée par des fers forgés et une vitrine. La porte est surmontée d'un arc en anse de panier et la vitrine en compte deux.
Le premier étage est occupé par un oriel à trois pans qui regroupe trois fenêtres à croisée de pierre, dont les allèges sont ornées de balustres.
Cet oriel porte la loggia à balustrade du deuxième étage, étage qui est relié au troisième par des pilastres cannelé d'ordre colossal.
La façade est surmontée par un pignon à trois registres. Le premier registre est percé d'une fenêtre à croisée de pierre et est flanqué de deux pots à feu. Le deuxième registre, orné de volutes, est percé d'un oculus ovale flanqué de pilastres à rudentures. Quant au troisième et dernier registre du pignon, il est orné d'une sculpture de dragon et flanqué lui aussi de deux pots à feu.

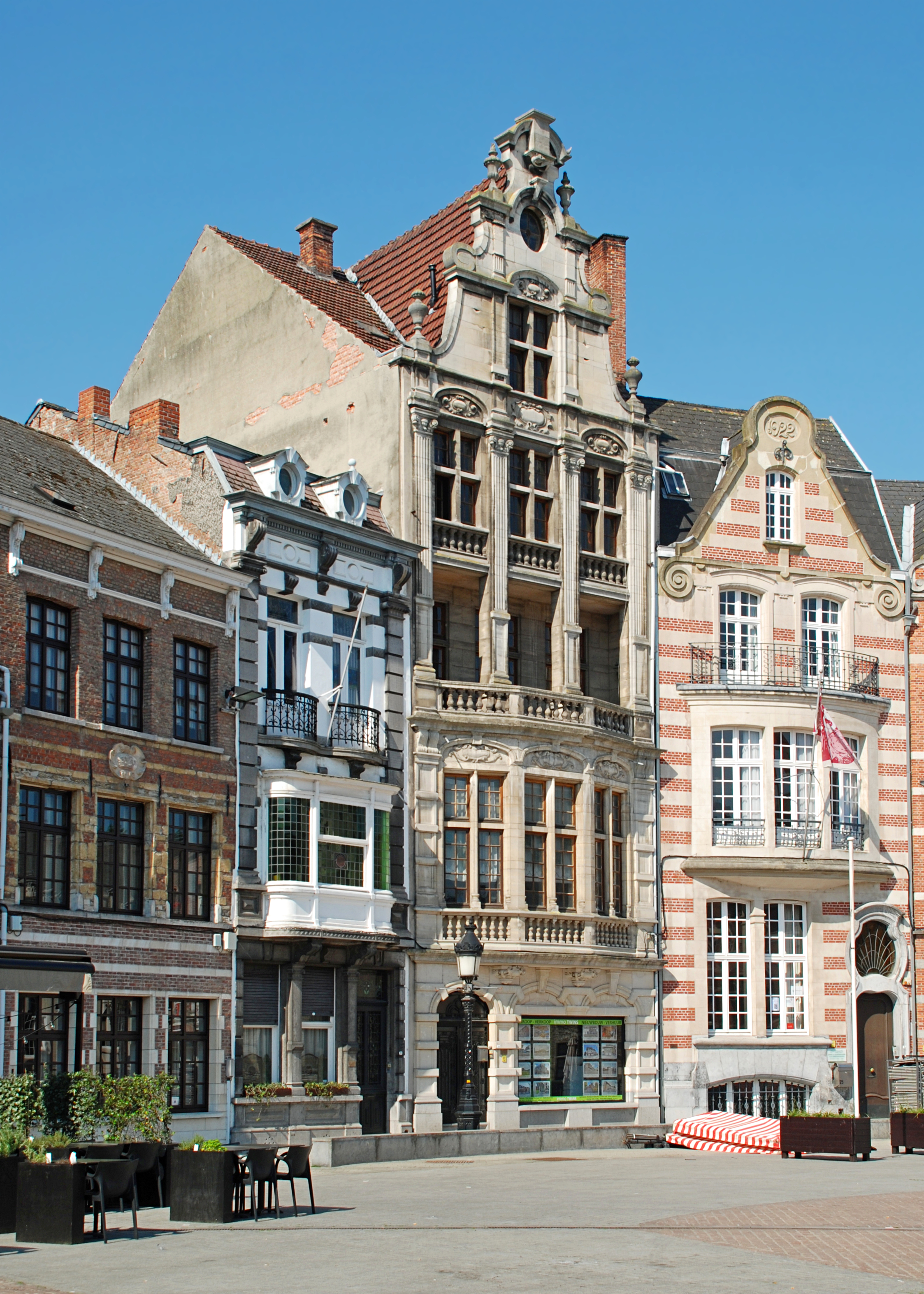
La maison vue de l'est.
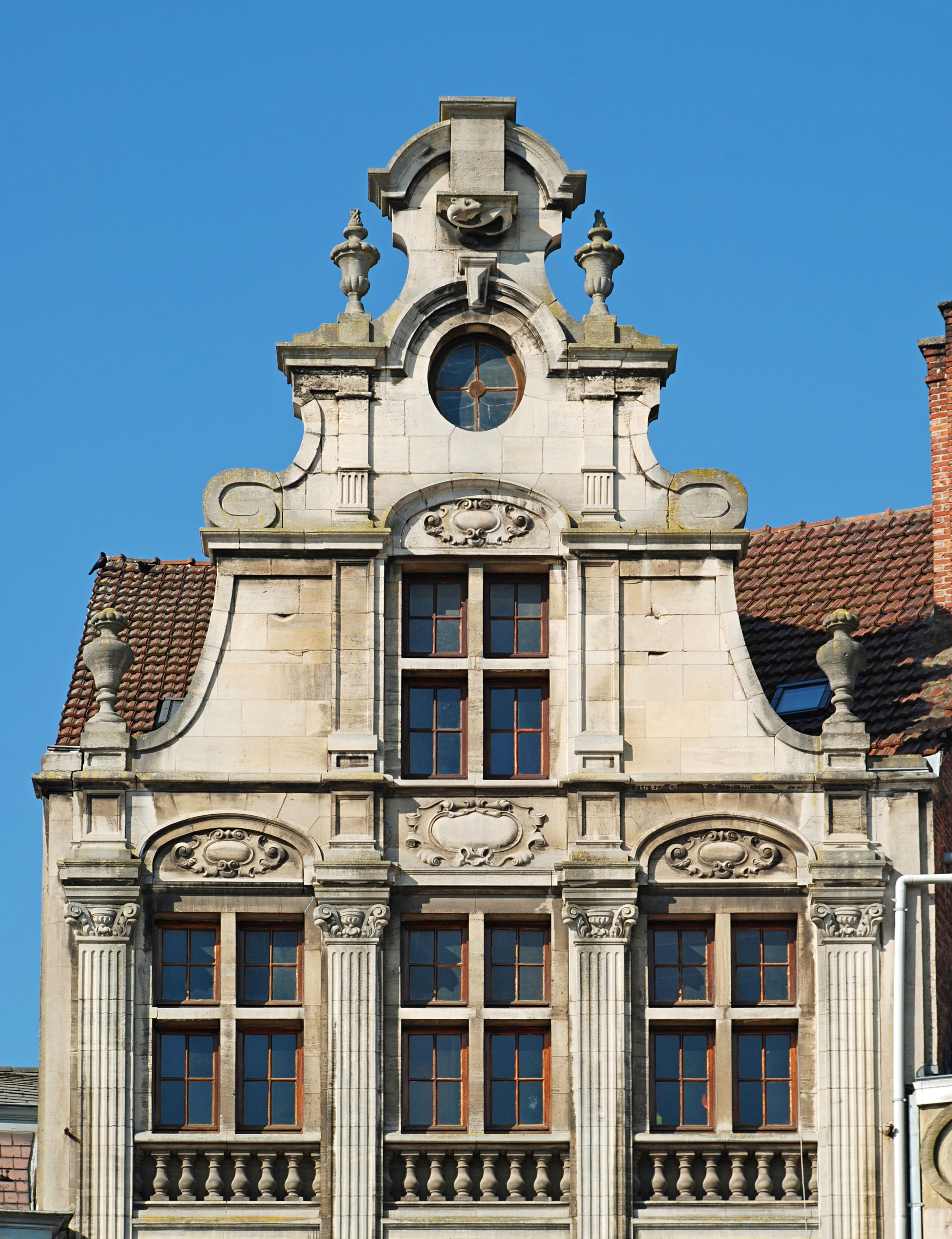
Pignon néo-baroque.
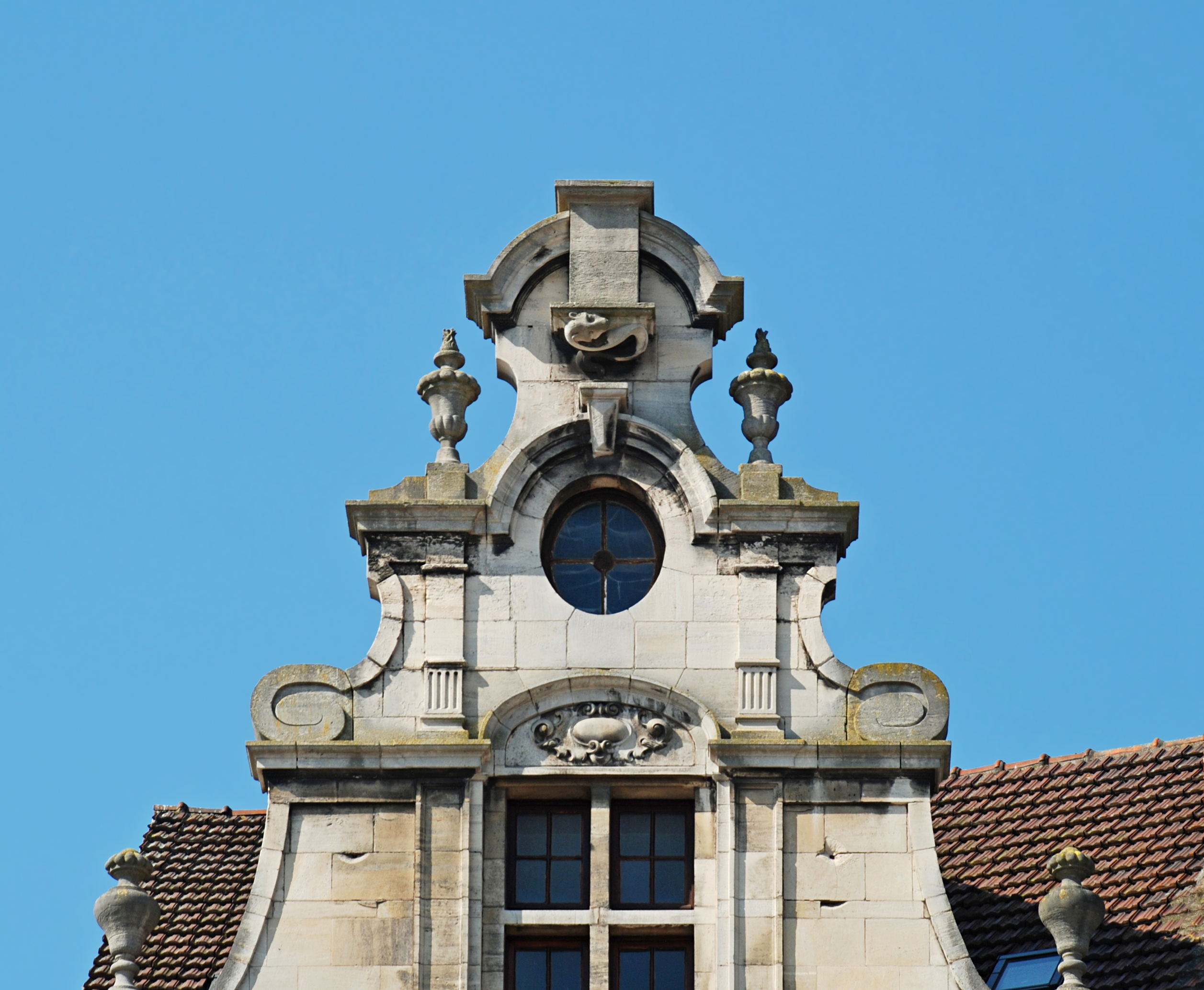
Sommet du pignon.